# ديفيد كوكس (لاعب كريكت)
ديفيد كوكس (1 مارس 1973 في المملكة المتحدة - ) (بالإنجليزية: David Cox)‏ هو لاعب كريكت بريطاني. شارك مع منتخب اسكتلندا الوطني للكريكت.

## وصلات خارجية
- دايفيد كوكس على موقع إي آس بي آن كريك إنفو (الإنجليزية)